# Adam & Adam
Adam & Adam (Splitting Adam) è un film TV del 2015 prodotto da Nickelodeon Original Movies che ha per protagonista Jace Norman.

## Trama
Adam è un teenager alle prese con i classici problemi adolescenziali: lavoretti sottopagati, sbadataggine, primi amori. Quando i genitori partono per un viaggio, arriva lo zio Mitch per badare a lui ed alla sorella minore. Questi è uno stravagante e imbranato mago che non sembra molto a suo agio nella cura dei ragazzi. Una sera Adam trova nel garage di casa una strana macchina portata dallo zio, un lettino abbrozzante che, messo accidentalmente in azione con lui dentro, gli provoca uno svenimento. 
La mattina seguente, al risveglio, scopre con stupore che la macchina ha creato dei suoi cloni, simili nell'aspetto ma molto diversi caratterialmente: c'è un Adam responsabile, uno delicato, uno festaiolo, uno selvaggio e così via, che altro non sono che le molteplici sfaccettature della sua personalità. Grazie ai suoi cloni riuscirà in una sola estate a portare a termine diversi impegni: fare il babysitter della sorella Gillian, aiutare lo zio Magic Mitch a perfezionare la magia, cercare di conquistare la ragazza dei sogni Lori e ridicolizzare il vanitoso e antipatico bagnino Vance del parco giochi in cui lavora. Dovrà anche affrontare un suo clone "cattivo" che egli crea per ridicolizzare Vance e che vuole eliminare tutti i cloni per rimanere da solo con Lori.
Alla fine, grazie all'aiuto degli amici Danny e Sheldon che scoprono come invertire il processo, tutti i cloni vengono riassorbiti dalla macchina, non prima però che il "clone responsabile" ricordi al vero Adam che tutti loro saranno sempre dentro di lui, mentre nel frattempo non sanno che Gillian ha creato un clone di sè stessa...

## Personaggi

### Adam Becker
Adam è un giovane ragazzo con non pochi problemi nella vita soprattutto sociali. Può sembrare il tipico teeneger dai tanti problemi. Tramite la macchina abbronzante dello zio crea dei suoi cloni per conquistare Lori (la ragazza dei suoi sogni) ma poi capirà che deve essere se stesso.

### Lori
Lori è la ragazza per cui Adam ha una cotta nonché bagnina al parco divertimenti "Crash and Splash". Ama molto il suo lavoro e nel film spera con tutto il suo cuore che il "Crash and Splash" non chiuda. Inizialmente si sente ferita da Adam sul fatto che lui ha finto di essere se stesso tramite i cloni e se ne innamorerà.

### Vance
Vance è un ragazzo vanitoso e antipatico, capo bagnino nel parco acquatico dove lavora il protagonista, che odia Adam ed è innamorato di Lori anche se non si comporta nel migliore dei modi con lei e nonostante non sia ricambiato. Alla fine del film però si alleerà con Adam.

### Zio Mitch
È lo zio di Adam che viene a stare con lui e sua sorella Jillian mentre i genitori sono fuori. È un tipo simpatico e strambo che fa trucchi di magia e che diventerà molto famoso. Vuole molto bene ai suoi nipoti e si dimostrerà un aiutante, poiché non rivelerà nulla ai genitori dei cloni di Adam.

### Gillian
Gillian è la sorella minore di Adam. Alla fine del film si scopre che, senza dire nulla, ha creato un clone di sé stessa.

### I cloni

#### Il responsabile/affidabile
È il primo clone creato da Adam ed è gentile, pacato, responsabile e riesce a gestire molti impegni contemporaneamente.

#### Il festaiolo
Ama sempre divertirsi e fare festa.

#### Il neolitico
Sembra venuto dall'età della pietra, non parla bene, si comporta come una scimmia ed ha il monociglio.

#### Il poetico
Passa il suo tempo a scrivere poesie, ha i capelli raccolti in un codino e parla in modo forbito e poetico.

#### Il perfetto
È un ragazzo bello ed attraente che Adam ha creato per conquistare Lori e spazzare via una volta per tutte Vance. Cercherà di rubare Lori ad Adam ma alla fine verrà sconfitto.

## Curiosità
- Nel finale del film fanno un cameo Aidan Gallagher e Mace Coronel, attori della famosa serie per ragazzi Nicky, Ricky, Dicky & Dawn, mentre giocano a basket.